# Alpaida hartliebi
Alpaida hartliebi Levi, 1988 è un ragno appartenente alla famiglia Araneidae.

## Etimologia
Il nome della specie è in onore del collezionista brasiliano C.A. Hartlieb che raccolse nel novembre 1963 vari esemplari femminili nei pressi di Porto Alegre, nello stato del Rio Grande do Sul

## Caratteristiche
L'olotipo femminile rinvenuto ha dimensioni: cefalotorace lungo 2,0mm, largo 1,5mm; il primo femore misura 1,8mm e la patella e la tibia circa 2,1mm.

## Distribuzione
La specie è stata rinvenuta in Brasile: l'olotipo femminile nei pressi della città di Porto Alegre, nello stato del Rio Grande do Sul.

## Tassonomia
Al 2014 non sono note sottospecie e dal 1988 non sono stati esaminati nuovi esemplari.